# 六甲おろしふいた
『六甲おろしふいた』（ろっこうおろしふいた）は、大江千里の11枚目のオリジナル・アルバム。1992年12月2日にEpic/Sony Recordsから発売された（規格品番はESCB 1340）。

## 解説
前作から1年3ヶ月振りの新作。編曲は前作同様、大村雅朗、清水信之、細海魚が手掛けている。初盤のみ三方背BOXパッケージ仕様、別途ブックレット封入。杉真理、須藤薫、麗美がコーラスにて参加。同年放送されたTBS金曜ドラマ『十年愛』に、大江がレギュラー出演。本作の告知CMが作られ、同ドラマの放送時間前後に流されていた。2019年5月20日、本作、『redmonkey yellowfish』『HOMME』『APOLLO』4作のデジタル・リマスター盤をまとめたCD-BOX『Senri Premium II〜MY GLORY DAYS 1989-1992』が発売。

## 収録曲
| 全作詞・作曲: 大江千里。 |                              |           |            |          |      |
| #                        | タイトル                     | 作詞      | 作曲・編曲 | 編曲     | 時間 |
| 1.                       | 「六甲おろしふいた」         | 大江千里  | 大江千里   | 大村雅朗 | 3:47 |
| 2.                       | 「僕じゃない」               | 大江千里  | 大江千里   | 大村雅朗 | 3:47 |
| 3.                       | 「スーパーマンにはなれない」 | 大江千里  | 大江千里   | 細海魚   | 4:26 |
| 4.                       | 「砂の城」                   | 大江千里  | 大江千里   | 大村雅朗 | 4:50 |
| 5.                       | 「代々木上原の彼女」         | 大江千里  | 大江千里   | 大村雅朗 | 3:49 |
| 6.                       | 「木枯らしのモノクローム」   | 大江千里  | 大江千里   | 大村雅朗 | 3:43 |
| 7.                       | 「逢ってしまうなんて」       | 大江千里  | 大江千里   | 清水信之 | 4:02 |
| 8.                       | 「報告」                     | 大江千里  | 大江千里   | 清水信之 | 4:31 |
| 9.                       | 「HONEST」                   | 大江千里  | 大江千里   | 大村雅朗 | 4:31 |
| 10.                      | 「ありがとう」               | 大江千里  | 大江千里   | 大村雅朗 | 4:49 |
| 合計時間:                | 合計時間:                    | 合計時間: | 42:15      |          |      |

## 楽曲解説
1. 六甲おろしふいた
2. 僕じゃない
3. スーパーマンにはなれない
4. 砂の城
1993年公開『She's Rain』の主題歌
5. 代々木上原の彼女
6. 木枯らしのモノクローム
25thシングル『ありがとう』のカップリング曲。
7. 逢ってしまうなんて
8. 報告
9. HONEST
24thシングル。カップリングの『車があれば』は収録されなかった。
10. ありがとう
25thシングル。TBS系列金曜ドラマ「十年愛」主題歌

## ミュージシャン
- 青山純（Drums）#1,2,3,4,5,6,9
- 石川鉄男（Synth Operator）#4,6,9
- EVE（Chorus）#7,8
- 大村雅朗（Synth）#1,2,4,5,6,9
- 今剛（E. Guitar & A. Guitar）#4
- 佐橋佳幸（E. Guitar）#2,3
- 清水信之（Electronics Programming & All Instruments）#7,8
- 杉真理（Chorus）#5
- 須藤薫（Chorus）#5
- 中村哲（Horn Arrangement & Sax）#1
- 西本明（Piano）#1,2,5
- 松原正樹（E. Guitar）#1,2,5,6,9
- 美久月千晴（E. Bass） #1,2,4,5,9
- 山本拓夫（Sax）#3
- 麗美（Chorus） #6

### SonyMusic
- 六甲おろしふいた  –  ディスコグラフィ